# Grimstens härad
Grimstens härad var ett härad i den sydvästra delen av landskapet Närke. Häradet omfattade delar av Lekebergs, Hallsbergs och Laxå kommuner, vilka alla är delar av Örebro län. Den totala arealen mätte knappt 311 km² och befolkningen uppgick år 1907 till 7 307 invånare. Tingsställe var till 1909 Vretstorp, därefter Hallsberg.

## Geografi
Häradet var till formen långsträckt i öst-västlig riktning och sträckte sig från sjöarna Skagern och Unden och de skogbevuxna trakterna av Tiveden i sydväst mot jordbrukslandskapet vid den bördiga Närkeslättens utstickare i nordost. Från Vibysjön i nordost avvattnar Viaån området i nordlig riktning, medan sjön Toften i nordväst utgör källan för Svartån som rinner genom hela landskapet. I sjön mynnar även Laxån vilken avvattnar de många mindre sjöarna i häradets södra delar. Området kring Laxå är skogigt och relativt sumpigt, vilket i häradets mellersta delar övergår i ett bördigt landskap genomstryket av låga sandåsar. De bästa jordarna återfinns på Närkeslätten och kanske framförallt i Hackvads socken i häradets nordligaste delar. Grimstens härad gränsade i norr mot Edsbergs härad, i öster mot Hardemo och Kumla härader och i söder mot Sundbo härad. I väster ligger Vadsbo härad i nuvarande Västra Götalands län.
Häradet hade en köping - Laxå köping - och två municipalsamhällen - Vretstorp och Östansjö. Den största tätorten är numera Laxå, belägen omkring 53 kilometer sydväst om Örebro.

### Socknar
Grimstens härad omfattade tre socknar.
I Lekebergs kommun
- Hackvad

I Hallsbergs kommun
- Viby

I Laxå kommun
- Delar av Ramundeboda

## Historia
Slättbygderna i landskapet Närke befolkades tidigt vilket många fornlämningar vittnar om. Namnet härrör ursprungligen från namnet på dess invånare närborna vilket kan härledes till Närsundet i området kring Kvismare kanal sydost om Örebro. Närborna var således de som bodde vid sundet. Under 1300-talet hade landskapet ungefär samma utsträckning som idag, och utgjorde en egen lagsaga med egen lagbok. Namnet Grimsten kommer av fornsvenskans Grymosten vars betydelse troligtvis är ett personnamn med efterledet -sten. Häradets nordliga delar var tidigt en integrerad del av den rika kulturbygden Västernärke vars centrum låg kring Viby socken. Området genomkorsas av en nordsydlig ås kallad Snavlundaåsen längs vilken den äldsta vägen mellan Askersund och Västernärke löpte. Vid Viby kyrka på denna ås låg häradets tingsplats från medeltiden ända fram till 1600-talet, då denna flyttades till gästgivaregården i Vretstorp. Kyrkan uppfördes troligtvis under 1100- eller 1200-talet, men fick sina nuvarande proportioner under 1400-talet, och vittnar med sin storlek om det välstånd som fanns i denna del av Närke.
Vid Vibysjöns sydligaste del ligger samhället Vretstorp. Förutom tingsplatsen fanns här knappast någon bebyggelse innan Västra stambanan drogs fram år 1862, men med denna komma ett stationssamhälle att uppstå på platsen som med tiden kom att dra till sig bygdens handelsverksamhet och en del småindustri. Vid Vretstorps gästgivaregård, som under 1600-talet också kallades Wyby krough, mötte vägen längs Snavlundaåsen huvudleden mellan Örebro och Tiveden och vid denna korsväg kom från 1800-talet och framåt häradets marknadsplats att förläggas, vilken en bit in på 1900-talet flyttades in till själva samhället. Tinget flyttades år 1909 till Hallsberg.
Samhället Laxå börjar sin historia som platsen för ett kloster kallat Ramundeboda kloster, som omnämns första gången år 1475 på platsen där ett tidigare själahus låg. Platsen strax väster om nuvarande Laxå var tillika den där den första kyrkan uppfördes under 1600-talet innan denna kom att flytta in till samhället år 1899. Endast ruiner återstår emellertid av klosterbyggnaderna. Samhället Laxås uppkomst kan knytas till järnhanteringen, men framförallt till Västra stambanan som drogs fram genom socken år 1862 och gav upphov till att ett stationssamhälle kom att utvecklas här. Värmlandsbanan utgår egentligen också från Laxå, vilket gör orten till en järnvägsknut, men en förbindelsebana direkt öster om samhället har möjliggjort en direkt åtkomst till stambanans spår utan en tidskrävande och omständlig vändning vid Laxås järnvägsstation.

## Län, fögderier, domsagor, tingslag och tingsrätter
Häradet har från 1779 hört till Örebro län, innan dess Närkes och Värmlands län. Församlingarna tillhör(de) Strängnäs stift.
Häradets socknar hörde till följande fögderier:
- 1720-1917 Västernärke fögderi
- 1918-1946 Hallsbergs fögderi
- 1946-1951 Edsbergs fögderi
- 1952-1966 Kumla fögderi för Hackvads socken
- 1952-1990 Hallsbergs fögderi för Viby och Ramundeboda socknar
- 1967-1990 Örebro fögderi för Hackvads socken

Häradets socknar tillhörde följande domsagor, tingslag och tingsrätter:
- 1680-1905 Grimstens tingslag inom
  - 1680–1809 Edsbergs, Lekebergslagens, Hardemo, Grimstens, Kumla, Sundbo, Sköllersta och Askers häraders (denna samt Sköllersta dock utanför domsagan mellan 1774 och 1783) domsaga kallad Södra Närkes domsaga
  - 1810–1829 Edsbergs, Lekebergslagens, Hardemo, Grimstens, Kumla och Sundbo häraders domsaga kallad Västernärkes domsaga
  - 1830–1854 Karlskoga bergslags, Edsbergs, Lekebergslagens, Hardemo, Grimstens, Sundbo och Kumla häraders domsaga kallad Västernärkes domsaga
  - 1855-1871 Edsbergs, Sundbo, Lekebergslagens, Hardemo, Grimstens och Kumla häraders domsaga kallad Västernärkes domsaga
  - 1872-1905 Västernärkes domsaga (Edsbergs, Sundbo, Hardemo, Grimstens och Kumla härader) med
- 1906-1927 Kumla, Grimstens och Hardemo tingslag i Västernärkes domsaga
- 1928-1947 Hallsbergs tingslag i Västernärkes domsaga
- 1948-1970 Västernärkes domsagas tingslag i Västernärkes domsaga

- 1971-2001 Hallsbergs tingsrätt och dess domsaga dock ej för Hackvads socken
- 2001- Örebro tingsrätt och dess domsaga, från 1971 för Hackvads socken

### Webbkällor
- Nationella arkivdatabasen för uppgifter om fögderier, domsagor, tingslag och tingsrätter